# スパンタックス275便墜落事故
スパンタックス275便墜落事故（スパンタックス275びんついらくじこ）は、1972年12月3日に発生した航空事故である。テネリフェ・ノルテ空港発ミュンヘン・リーム空港行きだったスパンタックス275便（コンベア990-30A-5）が離陸直後に制御を失い墜落。乗員乗客155人全員が死亡した。

## 飛行の詳細

### 事故機
事故機のコンベア990-30A-5（EC-BZR）は1962年に初飛行を行った機体で、1972年5月7日にアメリカン航空がスパンタックスへ売却した。4基のゼネラル・エレクトリック CJ-805-23を搭載しており、総飛行時間は24,161時間であった。また、この事故はCV-990として8番目の全損事故であった。

### 乗員乗客
275便はチャーター便として運航されており、148人の乗客のほとんどは西ドイツのバイエルン州に住むドイツ人またはその親戚だった。乗客のうち3人がオーストリア人で、2人がイタリア人だった。乗員は7人で、ドイツ人の客室乗務員1人以外は全員スペイン人だった。
| 国籍         | 乗客 | 乗員 | 合計 | 死亡者 |
| ------------ | ---- | ---- | ---- | ------ |
| ドイツ       | 143  | 1    | 144  | 144    |
| スペイン     | 0    | 6    | 6    | 6      |
| オーストリア | 3    | 0    | 3    | 3      |
| イタリア     | 2    | 0    | 2    | 2      |
| 合計         | 148  | 7    | 155  | 155    |

## 事故の経緯
275便はスペインのテネリフェ島から西ドイツのミュンヘンへ向かうチャーター便だった。現地時間5時30分、148人の乗客はギリシャ籍のクルーズ船Jasonでテネリフェ・ノルテ空港へ到着した。事故当時、空港には濃霧が発生しており、視界はほぼゼロだった。
6時45分、275便は滑走路30から離陸した。高度300フィート (91 m)までは正常に上昇したが、突然機体は急旋回した。機体は急速に高度を失い、滑走路端から1,050フィート (320 m)地点に墜落した。
残骸から乗客の1人が救助されたが、病院へ搬送された後死亡した。最終的に乗員乗客155人全員が死亡し、事故当時においてはスペイン史上最悪の航空事故となった。2019年現在では、スペイン史上3番目に最悪の航空事故であり、同型機として最悪の事故となっている。また、スパンタックスが起こした事故の中でも死者数が最多である。

## 事故調査
事故調査はスペインの警察当局主導で行われた。目撃者は、空中で閃光を目撃したと証言した。そのため、エンジン火災やテロ行為の可能性が示唆された。しかし、事故現場の調査から、エンジン火災やテロ行為による痕跡は発見されなかった。
最終的に事故原因はパイロットエラーであるとされた。視界がほぼゼロだったため、離陸直後にパイロットが空間識失調に陥り、不適切な操縦をしたと推定された。